# Miejscowości Islandii
W islandzkich statystykach demograficznych, prowadzonych przez islandzki urząd statystyczny, wyróżnia się współcześnie dwa rodzaje jednostek osadniczych: rdzenie zurbanizowane (isl. l.poj. byggðakjarni, l.mn. byggðakjörnum) oraz miejscowości statystyczne (isl. l.poj. þéttbýlisstaður, l.mn. þéttbýlisstaðir). Ponadto wyróżnia się obszary o rozproszonym osadnictwie wiejskim (strjálbýli).
Za zurbanizowany rdzeń uznaje się tradycyjnie wydzielane miasto, wieś lub inną osadę w ramach jednej gminy, gdzie ludność zamieszkuje w domach położonych blisko siebie, osiągając liczbę 50 osób lub więcej. W niektórych wypadkach może liczyć mniej niż 50 osób, o ile przekraczało tę liczbę w poprzednich latach lub może przekroczyć w najbliższej przyszłości. Na początku 2018 roku wyróżniono 107 takich jednostek. Tylko jedna, stolica kraju Reykjavík, przekroczyła 100 tys. mieszkańców, kolejnych sześć miało liczbę ludności przekraczającą 10 tys. mieszkańców. Wśród tych siedmiu największych osad aż pięć zlokalizowanych było w regionie stołecznym, po jednej - w regionie Norðurland eystra (Akureyri) i Suðurnes (Keflavík z Njarðvíkiem). Kolejne 23 jednostki liczyły sobie między 1 a 10 tys. mieszkańców.
Natomiast za miejscowość w sensie statystycznym uznaje się zgrupowania jednego lub kilku zurbanizowanych rdzeni. W tym ujęciu przyjęto próg 200 mieszkańców, by uznać jakąś jednostkę za miejscowość miejską w sensie statystycznym. Większość rdzeni zurbanizowanych stanowi jednocześnie miejscowości. Wyjątkiem są: Stór-Reykjavík (Wielki Rejkawik; w jego skład wchodzi 5 jednostek w regionie stołecznym), Akureyri (zalicza się do niej jednostkę Lónsbakki), Akranes (zalicza się do niej Innnes) oraz Selfoss (zalicza się do niej Árbæjarhverfi).
Ponadto, tradycyjnie niektóre jednostki osadnicze określane są mianem miast. Do 1986 roku funkcjonował na Islandii podział administracyjny, w którym obok okręgów (sýsla), wyróżniano niezależne miasta handlowe (kaupstaður). Podział ten został zniesiony na rzecz podziału na gminy.

## Lista rdzeni zurbanizowanych i miejscowości statystycznych Islandii[2]
| Lp. | Rdzeń zurbanizowany        | Miejscowość statystyczna   | Region            | Ludność (1 stycznia 2018) |
| --- | -------------------------- | -------------------------- | ----------------- | ------------------------- |
| 1   | Reykjavík                  | Stór-Reykjavík             | Höfuðborgarsvæði  | 124847                    |
| 2   | Kópavogur                  | Stór-Reykjavík             | Höfuðborgarsvæði  | 35966                     |
| 3   | Hafnarfjörður              | Stór-Reykjavík             | Höfuðborgarsvæði  | 29409                     |
| 4   | Akureyri                   | Akureyri                   | Norðurland eystra | 18542                     |
| 5   | Keflavík og Njarðvík       | Keflavík og Njarðvík       | Suðurnes          | 17555                     |
| 6   | Garðabær                   | Stór-Reykjavík             | Höfuðborgarsvæði  | 12912                     |
| 7   | Mosfellsbær                | Stór-Reykjavík             | Höfuðborgarsvæði  | 10225                     |
| 8   | Selfoss                    | Selfoss                    | Suðurland         | 7564                      |
| 9   | Akranes                    | Akranes                    | Vesturland        | 7249                      |
| 10  | Seltjarnarnes              | Stór-Reykjavík             | Höfuðborgarsvæði  | 4575                      |
| 11  | Vestmannaeyjar             | Vestmannaeyjar             | Suðurland         | 4284                      |
| 12  | Grindavík                  | Grindavík                  | Suðurnes          | 3319                      |
| 13  | Ísafjörður                 | Ísafjörður                 | Vestfirðir        | 2625                      |
| 14  | Álftanes                   | Álftanes                   | Höfuðborgarsvæði  | 2586                      |
| 15  | Sauðárkrókur               | Sauðárkrókur               | Norðurland vestra | 2574                      |
| 16  | Hveragerði                 | Hveragerði                 | Suðurland         | 2564                      |
| 17  | Egilsstaðir                | Egilsstaðir                | Austurland        | 2464                      |
| 18  | Húsavík                    | Húsavík                    | Norðurland eystra | 2323                      |
| 19  | Borgarnes                  | Borgarnes                  | Vesturland        | 1962                      |
| 20  | Sandgerði                  | Sandgerði                  | Suðurnes          | 1753                      |
| 21  | Höfn í Hornafirði          | Höfn í Hornafirði          | Austurland        | 1677                      |
| 22  | Þorlákshöfn                | Þorlákshöfn                | Suðurland         | 1651                      |
| 23  | Garður                     | Garður                     | Suðurnes          | 1595                      |
| 24  | Neskaupstaður              | Neskaupstaður              | Austurland        | 1469                      |
| 25  | Dalvík                     | Dalvík                     | Norðurland eystra | 1367                      |
| 26  | Reyðarfjörður              | Reyðarfjörður              | Austurland        | 1270                      |
| 27  | Siglufjörður               | Siglufjörður               | Norðurland eystra | 1183                      |
| 28  | Vogar                      | Vogar                      | Suðurnes          | 1183                      |
| 29  | Stykkishólmur              | Stykkishólmur              | Vesturland        | 1173                      |
| 30  | Eskifjörður                | Eskifjörður                | Austurland        | 1006                      |
| 31  | Ólafsvík                   | Ólafsvík                   | Vesturland        | 970                       |
| 32  | Hvolsvöllur                | Hvolsvöllur                | Suðurland         | 931                       |
| 33  | Bolungarvík                | Bolungarvík                | Vestfirðir        | 924                       |
| 34  | Hella                      | Hella                      | Suðurland         | 861                       |
| 35  | Grundarfjörður             | Grundarfjörður             | Vesturland        | 834                       |
| 36  | Blönduós                   | Blönduós                   | Norðurland vestra | 821                       |
| 37  | Ólafsfjörður               | Ólafsfjörður               | Norðurland eystra | 791                       |
| 38  | Fáskrúðsfjörður            | Fáskrúðsfjörður            | Austurland        | 712                       |
| 39  | Patreksfjörður             | Patreksfjörður             | Vestfirðir        | 677                       |
| 40  | Seyðisfjörður              | Seyðisfjörður              | Austurland        | 663                       |
| 41  | Grundarhverfi á Kjalarnesi | Grundarhverfi á Kjalarnesi | Höfuðborgarsvæði  | 587                       |
| 42  | Hvammstangi                | Hvammstangi                | Norðurland vestra | 578                       |
| 43  | Stokkseyri                 | Tjarnabyggð                | Suðurland         | 528                       |
| 44  | Eyrarbakki                 | Eyrarbakki                 | Suðurland         | 526                       |
| 45  | Vopnafjörður               | Vopnafjörður               | Austurland        | 526                       |
| 46  | Skagaströnd                | Skagaströnd                | Norðurland vestra | 477                       |
| 47  | Flúðir                     | Flúðir                     | Suðurland         | 432                       |
| 48  | Vík í Mýrdal               | Vík í Mýrdal               | Suðurland         | 402                       |
| 49  | Fellabær                   | Fellabær                   | Austurland        | 395                       |
| 50  | Hellissandur               | Hellissandur               | Vesturland        | 365                       |
| 51  | Djúpivogur                 | Djúpivogur                 | Austurland        | 357                       |
| 52  | Þórshöfn                   | Þórshöfn                   | Norðurland eystra | 352                       |
| 53  | Svalbarðseyri              | Svalbarðseyri              | Norðurland eystra | 337                       |
| 54  | Hólmavík                   | Hólmavík                   | Vestfirðir        | 320                       |
| 55  | Grenivík                   | Grenivík                   | Norðurland eystra | 297                       |
| 56  | Hvanneyri                  | Hvanneyri                  | Vesturland        | 285                       |
| 57  | Þingeyri                   | Þingeyri                   | Vestfirðir        | 276                       |
| 58  | Búðardalur                 | Búðardalur                 | Vesturland        | 272                       |
| 59  | Reykholt í Biskupstungum   | Reykholt í Biskupstungum   | Suðurland         | 270                       |
| 60  | Hrafnagil                  | Hrafnagil                  | Norðurland eystra | 257                       |
| 61  | Suðureyri                  | Suðureyri                  | Vestfirðir        | 257                       |
| 62  | Tálknafjörður              | Tálknafjörður              | Vestfirðir        | 231                       |
| 63  | Bíldudalur                 | Bíldudalur                 | Vestfirðir        | 225                       |
| 64  | Byggðakjarni í Mosfellsdal | Byggðakjarni í Mosfellsdal | Höfuðborgarsvæði  | 224                       |
| 65  | Hnífsdalur                 | Hnífsdalur                 | Vestfirðir        | 208                       |
| 66  | Reykjahlíð                 | Reykjahlíð                 | Norðurland eystra | 208                       |
| 67  | Laugarvatn                 | Laugarvatn                 | Suðurland         | 191                       |
| 68  | Raufarhöfn                 | Raufarhöfn                 | Norðurland eystra | 186                       |
| 69  | Stöðvarfjörður             | Stöðvarfjörður             | Austurland        | 184                       |
| 70  | Bifröst                    | Bifröst                    | Vesturland        | 179                       |
| 71  | Flateyri                   | Flateyri                   | Vestfirðir        | 177                       |
| 72  | Kirkjubæjarklaustur        | Kirkjubæjarklaustur        | Suðurland         | 176                       |
| 73  | Súðavík                    | Súðavík                    | Vestfirðir        | 157                       |
| 74  | Hrísey                     | Hrísey                     | Norðurland eystra | 151                       |
| 75  | Hofsós                     | Hofsós                     | Norðurland vestra | 147                       |
| 76  | Breiðdalsvík               | Breiðdalsvík               | Austurland        | 137                       |
| 77  | Rif                        | Rif                        | Vesturland        | 135                       |
| 78  | Reykhólar                  | Reykhólar                  | Vestfirðir        | 130                       |
| 79  | Varmahlíð                  | Varmahlíð                  | Norðurland vestra | 127                       |
| 80  | Kópasker                   | Kópasker                   | Norðurland eystra | 122                       |
| 81  | Laugarás                   | Laugarás                   | Suðurland         | 116                       |
| 82  | Borg í Grímsnesi           | Borg í Grímsnesi           | Suðurland         | 112                       |
| 83  | Hauganes                   | Hauganes                   | Norðurland eystra | 111                       |
| 84  | Hafnir                     | Hafnir                     | Suðurnes          | 110                       |
| 85  | Laugar                     | Laugar                     | Norðurland eystra | 109                       |
| 86  | Melahverfi í Hvalfirði     | Melahverfi í Hvalfirði     | Vesturland        | 107                       |
| 87  | Tjarnabyggð                | Stokkseyri                 | Suðurland         | 106                       |
| 88  | Lónsbakki                  | Akureyri                   | Norðurland eystra | 102                       |
| 89  | Litli-Árskógssandur        | Litli-Árskógssandur        | Norðurland eystra | 102                       |
| 90  | Hólar í Hjaltadal          | Hólar í Hjaltadal          | Norðurland vestra | 94                        |
| 91  | Nesjahverfi í Hornafirði   | Nesjahverfi í Hornafirði   | Austurland        | 92                        |
| 92  | Sólheimar í Grímsnesi      | Sólheimar í Grímsnesi      | Suðurland         | 91                        |
| 93  | Brúnahlíð í Eyjafirði      | Brúnahlíð í Eyjafirði      | Norðurland eystra | 85                        |
| 94  | Drangsnes                  | Drangsnes                  | Vestfirðir        | 77                        |
| 95  | Borgarfjörður eystri       | Borgarfjörður eystri       | Austurland        | 76                        |
| 96  | Árbæjarhverfi í Ölfusi     | Selfoss                    | Suðurland         | 74                        |
| 97  | Brautarholt á Skeiðum      | Brautarholt á Skeiðum      | Suðurland         | 70                        |
| 98  | Rauðalækur                 | Rauðalækur                 | Suðurland         | 68                        |
| 99  | Innnes                     | Akranes                    | Vesturland        | 65                        |
| 100 | Bakkafjörður               | Bakkafjörður               | Norðurland eystra | 65                        |
| 101 | Grímsey                    | Grímsey                    | Norðurland eystra | 61                        |
| 102 | Byggðakjarni í Þykkvabæ    | Byggðakjarni í Þykkvabæ    | Suðurland         | 59                        |
| 103 | Laugarbakki                | Laugarbakki                | Norðurland vestra | 57                        |
| 104 | Reykholt í Borgarfirði     | Reykholt í Borgarfirði     | Vesturland        | 56                        |
| 105 | Árnes                      | Árnes                      | Suðurland         | 53                        |
| 106 | Kristnes                   | Kristnes                   | Norðurland eystra | 52                        |
| 107 | Kleppjárnsreykir           | Kleppjárnsreykir           | Vesturland        | 43                        |